# محمد رشیدی
محمد رشیدی (زاده ۲۷ شهریور ۱۳۵۴ کرمانشاه) سیاستمدار اصولگرای ایرانی و نمایندۀ حوز انتخابی کرمانشاه در دوره‌های یازدهم و دوازدهم مجلس شورای اسلامی است.
او عضو کمیسیون کشاورزی، آب و منابع طبیعی مجلس یازدهم و همچنین عضو کمیسیون ویژۀ جهش تولید و نظارت بر اصل ۴۴ و عضو و دبیر اول کمیسیون تلفیق بودجه ۱۴۰۰ است. رشیدی در دومین سال مجلس یازدهم در انتخابات هیئت رئیسه مجلس با ۱۸۱ رأی به عضویت هیئت رئیسه مجلس درآمد و به‌عنوان دبیر هیئت رئیسه انتخاب شد.

## مجلس یازدهم
رشیدی در یازدهمین انتخابات مجلس شورای اسلامی که در تاریخ ۲ اسفند ۱۳۹۸ برگزار شد، با کسب ۵۷ هزار و ۱۷۰، از حوزۀ انتخابیه کرمانشاه از استان کرمانشاه به مجلس راه یافت.

## مجلس دوازدهم
محمد رشیدی در انتخابات مجلس دوازدهم که در ۱۱ اسفند ۱۴۰۲ برگزار شد توانست با کسب ۶۱ هزار و ۵۸ رأی به عنوان اولین نمایندۀ حوزۀ انتخابیۀ شهرستان کرمانشاه با کسب بیشترین آراء وارد مجلس شود.

## سوابق اجرایی
- عضو شورای مرکزی جمعیت پیشرفت و عدالت ایران اسلامی
- عضو شورای تصمیم‌گیری جبهه متحد اصولگرایان استان کرمانشاه[۷]